# Mine de Rio Colorado
Pour les articles homonymes, voir Colorado (homonymie).
La mine de Rio Colorado était une mine de potasse située en Argentine. Sa production a été suspendue en 2013.